# RETE公民运动
RETE公民运动（義大利語：Movimento Civico R.E.T.E.；“R.E.T.E.”是“革新—平等—透明—生态可持续”的缩写）是圣马力诺的一个左翼政党。该党成立于2012年，由几个关注环境、公民权利和艺术的活动组织组成。该党的意识形态是民主社会主义、环境保护主义、世俗主义、电子民主、女权主义、和平主义。该党的总部位于多马尼亚诺。